# Канал Дунав—Тиса—Дунав
Хидросистем Дунав—Тиса—Дунав (ДТД) је јединствена каналска мрежа која повезује токове река Дунава и Тисе кроз Војводину и представља хидротехнички систем за одводњавање унутрашњих вода, наводњавање, одбрану од поплава, снабдевање водом, одвођење употребљених вода, пловидбу, туризам, рибарство и узгој шуме.
Хидросистем ДТД са природним и делимично реконструисаним водотоцима има 960 km, од чега је пловно 600 km. Својом мрежом повезује 80 војвођанских насеља, а у оквиру система постоје 23 уставе, пет сигурносних устава, затим 15 бродских преводница и још пет које нису више у функцији, пет великих црпних станица и 86 мостова (64 друмска, 21 железнички и један пешачки).

## Историјат
Први канали у Војводини, која је до тада углавном била мочварно подручје јер су је реке немилосрдно плавиле, изграђени су почетком 18. века. У Банату је 1718. године започето ископавање вештачког канала дужине 70 km на Бегеју, од Темишвара до Клека, у делу који је био најугроженији од поплава. У Бачкој су направљена два канала – први 1785. године између Куле и Врбаса и други између Сивца и Врбаса, изграђен 1787. године.
За претечу Хидросистема ДТД сматра се Велики бачки канал, који је грађен између 1793. и 1801. године по пројекту браће Јожефа и Габора Киша. Дугачак 114 km, Велики бачки канал је у своје време представљао највећи водопривредни систем у дунавској регији и Југоисточној Европи.
Идејни творац Хидросистема ДТД је инжењер Никола Мирков, који је 1947. године изложио идеју о градњи. Пре него што су почели радови на Хидросистема ДТД постојало је свега 170 km канала, пет преводница – Бездан, Мали Стапар, Бечеј, Клек и Итебеј и четири уставе. Рад на плану за градњу трајао је читаву деценију, док је сам Хидросистем грађен од 1957. до 1977. године. Новосадски хидрочвор је завршен 1964. Завршетком градње Хидросистема ДТД сматра се година пуштања бране на Тиси, односно 1977. година.
У време изградње, Хидросистема ДТД сматран је за један од највећих инвестиционих пројеката. Његова величина може се сагледати и кроз податак да је за градњу овог комплексног хидролошког система било потребно ископати 130 милиона кубика земље, а за настанак Панамског канала 179 милиона кубика земље.
За потребе градње снимљено је 1,7 милиона хектара територије Војводине, што је такође значило и стварање нових карата регија Бачке и Баната. У његовом дводеценијском настајању учествовало је 400 инжењера, урађено је 1.300 елабората на 135.000 куцаних страна и преко 35.000 графичких цртежа. Приликом градње Хидросистема ДТД уграђено пола милиона кубика бетона.

## Намена Хидросистема Дунав—Тиса—Дунав
Најбитнија улога Канала ДТД јесу одводњавање и наводњавање. Укупна количина прихваћене и евакуисане воде са један милион хектара у Бачкој и Банату је 250 милиона кубика годишње. Пројектом је предвиђено да се из Хидросистема може наводњавати чак 510.000 ha, али се на нажалост тренутно наводњава само 30.000 ha.
Изградњом Хидросистема ДТД одбрамбена линија у Војводини сведена је са 502 km на 446 km, а време трајања одбране од поплава драстично скраћено.
Врло битну улогу Хидросистема ДТД има и за индустрију. Годишње се у просеку индустрији испоручи 40 милиона кубика воде. Канал такође служи за пловидбу и транспорт робе (пројектовани потенцијал је 7 милиона тона годишње), пријем употребљених вода и заштита квалитета воде, затим шумарство, рибарство, наутички туризам и рекреацију.

## Објекти на каналу

### Уставе
На основној каналској мрежи Хидросистема ДТД налазе се 23 уставе и то 18 нових и пет устава које су постојале и пре него што је Никола Мирков почео да гради Хидросистем. Уставе су изграђене као самостални објекти или заједно са преводницама у саставу хидрочвора. Задатак уставе је да регулише ниво воде у каналу. Уставе носе називе места у којима (или поред којих) су подигнуте, а налазе се у следећим местима:
- Бездан
- Српски Милетић
- Нови Сад
- Куцура
- Руски Крстур
- Врбас
- Кула
- Деспотово
- Змајево
- Жабаљ
- Мали Стапар
- Нови Бечеј
- Падеј
- Сајан - (устава на Златици)
- Итебеј и Клек
- Стајићево
- Ботош
- Томашевац
- Чента
- Опово
- Панчево
- Кајтасово

### Сигурносне уставе
Сигурносне уставе се налазе на каналима Хидросистема у Бачкој. Има их пет и чине систем који спречава надирање поплавних дунавских вода у централне и јужне делове Бачке. Конструисане су тако да је кроз њих могућа пловидба, а могу и пропуштати одговарајуће количине воде за наводњавање. Сигурносне уставе су: 
- Шебешфок
- Чешка ћуприја
- Купусина
- Оџаци
- Бач

### Преводнице
На каналу ДТД изграђено је 10 нових преводница, док је пет старих прикључено Хидросистему. Поједине старе преводнице данас служе као уставе. У саставу бране на Тиси се налази и преводница. Улога преводнице је да преводи бродове са једног на други ниво воде.

### Старе преводнице
- Бачки Моноштор (није у функцији)
- Бачко Градиште (није у функцији)
- Врбас (данас устава Врбас)
- Мали Стапар
- Србобран
- Шебешфок (данас сигурносна устава)
- Бездан (није у функцији)
- Бечеј - стара (данас споменик културе)
- Српски Итебеј
- Клек

### Нове преводнице
- Сомбор
- Српски Милетић
- Богојево
- Нови Сад
- Куцура
- Бечеј
- Врбас
- Нови Бечеј
- Стајићево
- Ботош
- Кајтасово

#### Црпне станице
На основној каналској мрежи Хс ДТД има шест великих црпних станица које служе за снабдевање канала водом, када гравитационим путем то није могуће у довољној мери. Служе, такође, за одвођење сувишних вода из мреже канала и за регулисање нивоа воде.
- Бездан I (није у функцији)
- Бездан
- Богојево
- Бечеј
- Жабаљ
- Панчево

### Брана на Тиси
Брана на Тиси код Новог Бечеја је завршена 1977. године и представља највећи објекат на Хидросистему ДТД. Брана има седам преливних поља и преводницу за бродове до 1000 тона носивости. Њеном изградњом и подизањем нивоа Тисе узводно, омогућено је гравитационо захватање, то јест, снабдевање банатског дела водом из Хидросистема ДТД. Браном се преграђује корито Тисе за велику воду у дужини од 520 m. На стубовима бране пројектован је друмски мост, као саобраћајна веза између Баната и Бачке.

### Мостови
У току градње Хидросистема ДТД пресечене су многе саобраћајнице, па је подигнуто 86 нових мостова. Од тога су 64 друмска, 21 железнички, а један пешачки мост. Дужина моста зависила је од ширине канала, а ширина моста одређена је категоријом пута. Доња ивица конструкције одређена је тако да омогућава пловидбу, или су изведени тако да се могу померати као што су електрични, покретни, челични мостови или дрвени понтонски мостови.
|                             | Укупна дужина () | Пловно () | Непловно () |
| Бечеј-Богојево              | 90,0             | 90,0      | -           |
| Врбас-Бездан                | 90,0             | 89,9      | -           |
| Нови Сад-Савино Село        | 80,9             | 80,9      | -           |
| Бајски канал                | 39,1             | 39,1      | -           |
| Оџаци-Сомбор                | 12,7             | 12,7      | -           |
| Бачки Петровац-Каравуково   | 52,0             | 52,0      | -           |
| Пригревица-Бездан           | 31,7             | 31,7      | -           |
| Косанчић-Мали Стапар        | 21,1             | 21,1      | -           |
| Јегричка                    | 65,4             | -         | 65,4        |
| # Бачка (укупно)            | 420,8            | 355,4     | 65,4        |
| Банатска Паланка-Нови Бечеј | 147,3            | 147,3     | -           |
| Бегеј                       | 34,6             | 34,6      | -           |
| Пловни Бегеј                | 31,4             | 31,4      | -           |
| Стари Бегеј                 | 37,1             | -         | 37,1        |
| Кикиндски канал             | 50,3             | 32,0      | 18,3        |
| Златица                     | 35,0             | -         | 35,0        |
| Тамиш                       | 116,8            | 3,0       | 113,8       |
| Карашац                     | 5,8              | -         | 5,8         |
| Брзава                      | 19,9             | -         | 19,9        |
| Моравица                    | 17,4             | -         | 17,4        |
| Ројга                       | 12,6             | -         | 12,6        |
| # Банат (укупно)            | 508,2            | 248,3     | 259,9       |
| # Укупно                    | 929,0            | 603,7     | 325,5       |
| --------------------------- | ---------------- | --------- | ----------- |